# شتیمیخی
شتیمیخی (به چکی: Štěměchy) یک منطقهٔ مسکونی در جمهوری چک است که در منطقه تربیچ واقع شده‌است. شتیمیخی ۹٫۹۴ کیلومتر مربع مساحت و ۳۰۱ نفر جمعیت دارد و ۶۲۱ متر بالاتر از سطح دریا واقع شده‌است.